# Campeonato Maranhense de Futebol de 2005
O Campeonato Maranhense de Futebol de 2005 foi a 84º edição da divisão principal do campeonato estadual do Maranhão. O campeão foi o Imperatriz que conquistou seu 1º título na história da competição. O artilheiro do campeonato foi Lindoval, jogador do Imperatriz, com 11 gols marcados.

## Premiação
| Campeonato Maranhense de 2005  |
| ------------------------------ |
| Imperatriz Campeão (1º título) |